# Тре Риви (Кунео)
Тре Риви је насеље у Италији у округу Кунео, региону Пијемонт.
Према процени из 2011. у насељу је живело 124 становника. Насеље се налази на надморској висини од 222 м.